# Borghees
Borghees is een stadsdeel van de Duitse stad Emmerik in de deelstaat Noordrijn-Westfalen. Het stadsdeel is gelegen in een bosachtig gebied en telt 373 inwoners. Borghees ligt juist ten noorden van de eigenlijke stad.
Tot het Congres van Wenen was Borghees Nederlands grondgebied. In 1816 werd deze buurtschap aan Pruisen toebedeeld.
In Borghees staat een kasteeltje, Schlösschen Borghees, waar tentoonstellingen van beeldende kunst te zien zijn en waar evenementen zoals kerstmarkten gehouden worden. De gevelsteen boven de deur dateert uit 1680. Een schuur direct naast het kasteeltje is rond 2019 compleet gerenoveerd om te dienen als laagdrempelig podium, Kulturscheune.
Naast het slot bevindt zich een rijstal met een overdekte manege en een baan voor het beoefenen van de mensport van de rij- en menvereniging Von Lützow. Elders in het bosgebied bevindt zich een terrein van een hondendressuurclub. Ook is er een golfbaan, Golfplatz Boghees.
Borghees grenst aan Elten, Stokkum, Klein-Netterden en Hüthum. Over het grensriviertje Die Wild bereiken voetgangers en fietser de groene grensovergang de Linthorst.

## Afbeeldingen

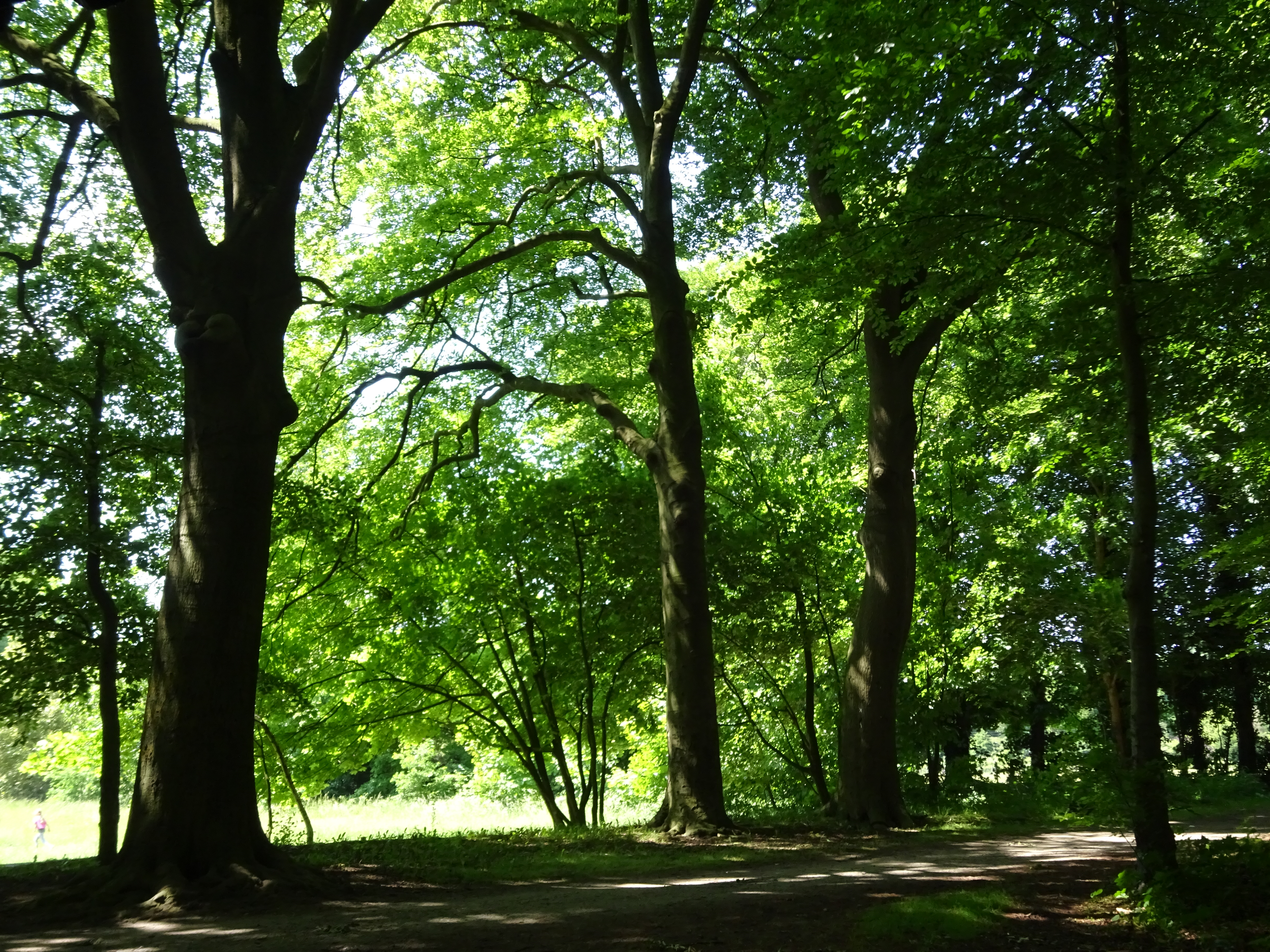
Eichenallee
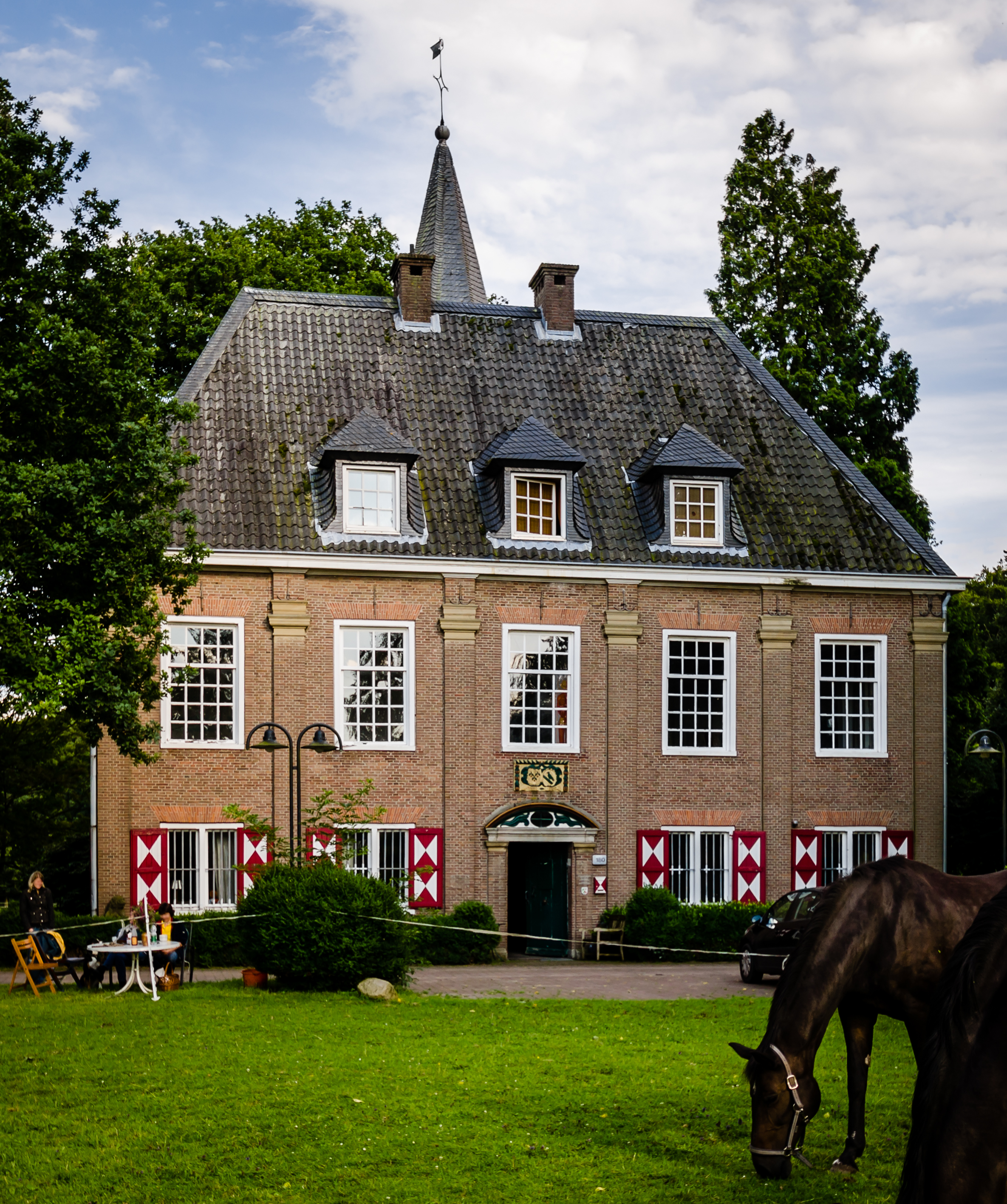
Schlößchen Borghees
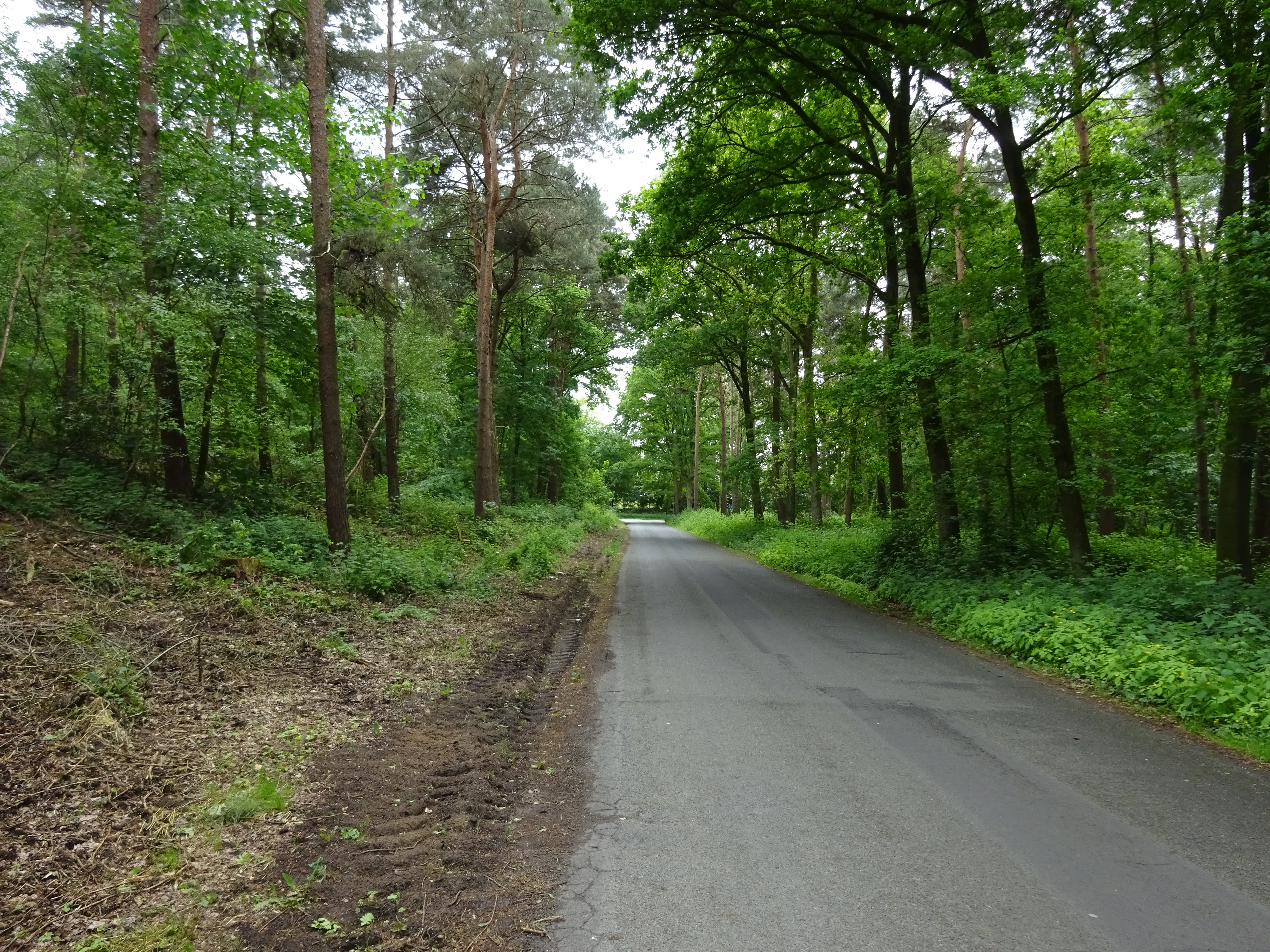
Borgheeser Weg
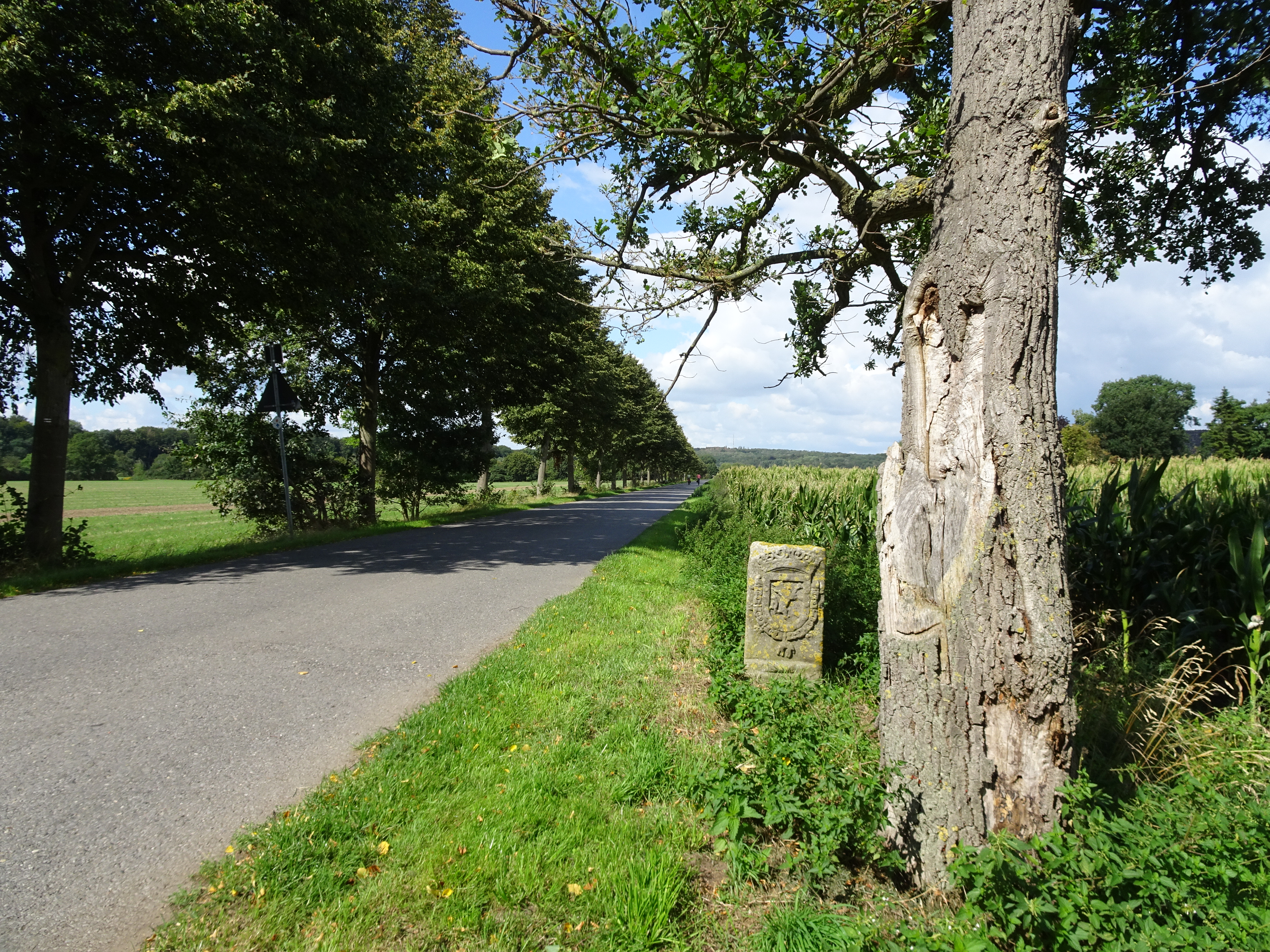
oude grenssteen

Stadsdelen en kerkdorpen: Altstadt · Borghees · Dornick · Elten · Hüthum · Klein-Netterden · Leegmeer · Praest · Speelberg · Vrasselt

Buurtschappen: Elsepaß · Hoch-Elten